# Bonneville, Charente

Bonneville este o comună în departamentul Charente, Franța. În 1 ianuarie 2018 avea o populație de 136 de locuitori.